# 克羅伊茨曼德爾山
47°19′47″N 10°3′51″E / 47.32972°N 10.06417°E

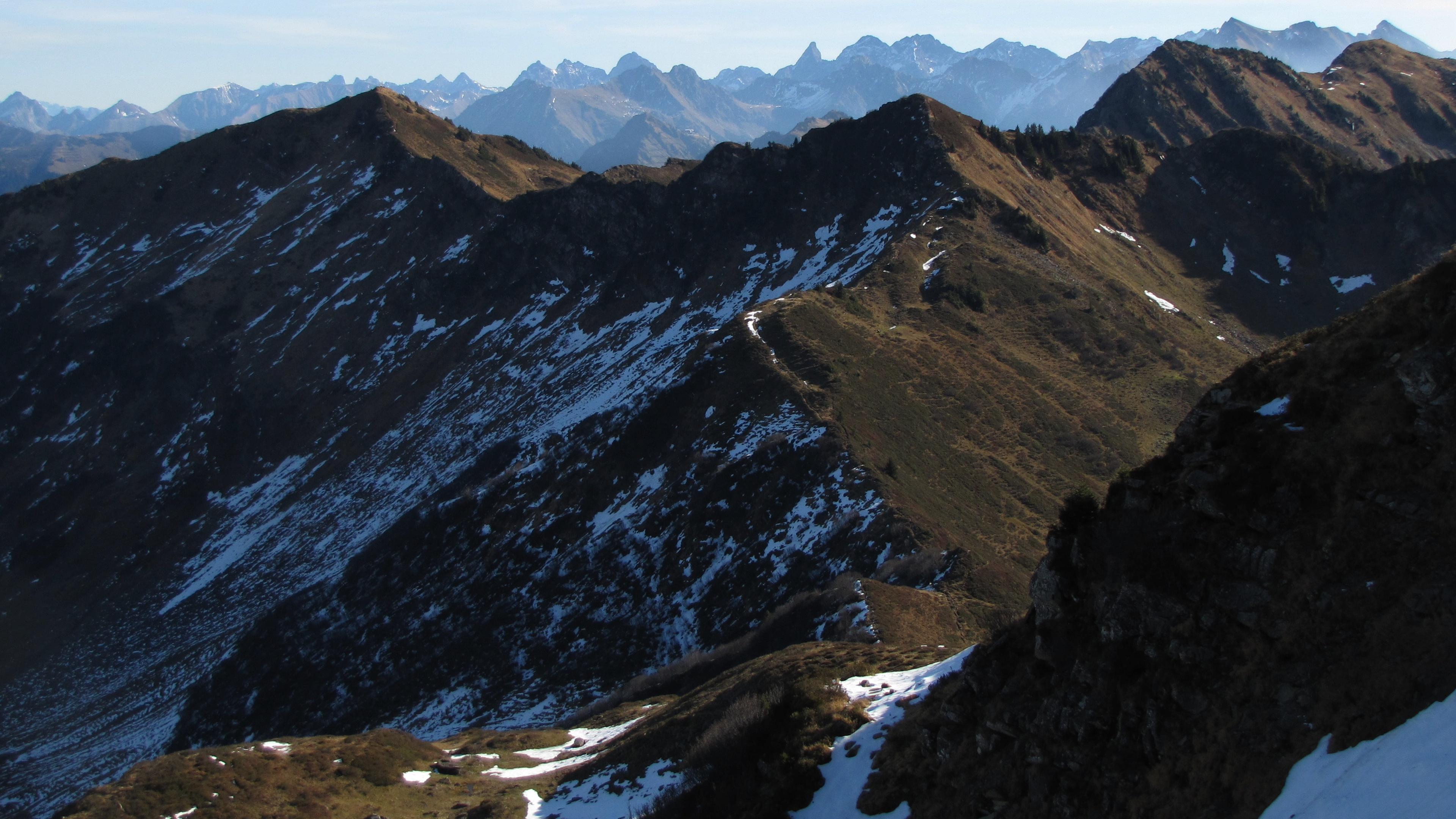

克羅伊茨曼德爾山（德語：Kreuzmandl），是奧地利的山峰，位於該國西部，由福拉爾貝格州負責管轄，屬於阿爾高阿爾卑斯山脈的一部分，距離施泰因曼德爾山0.5公里，海拔高度1,974米。